# Patricia Deveaux
Pour les articles homonymes, voir Deveaux.
Patricia Ann Deveaux, née le 2 juin 1968, est une femme politique bahaméenne.
Membre du Parti libéral progressiste, elle est députée dans la circonscription de Bamboo Town depuis les élections législatives de 2021. Elle occupe la fonction de présidente de l'Assemblée des Bahamas depuis le 6 octobre 2021, devenant la deuxième femme à accéder à ce poste.

## Biographie

### Parcours politique
Patricia Deveaux occupe pendant 30 ans la fonction de secrétaire exécutif principal, puis de secrétaire exécutif au sein du ministère de la Sécurité nationale. Elle a également été vice-présidente nationale du Parti libéral progressiste (PLP) et présidente de ce même parti dans la circonscription de Kennedy pendant onze année puis dans la circonscription de Bamboo Town,.

### Carrière parlementaire
Patricia Deveaux est élue à l'Assemblée des Bahamas à la suite des élections législatives de 2021 dans la circonscription de Bamboo Town où elle bat le député sortant Renward Wells (en) du Mouvement national libre. Elle est l'une des sept femmes élues lors de ce scrutin, soit la plus grande représentation féminine de l'histoire à la chambre basse du Parlement des Bahamas. Elle devient le 6 octobre 2021, la deuxième femme à accéder à la présidence de l'Assemblée après Italia Johnson de 1997 à 2002.

## Polémique
En février 2020, elle présente ses excuses publiques après une insulte ethnique dénigrant les personnes noires lors d'un rassemblement du PLP.